# Мишка (Арад)
Мишка (рум. Mișca) насеље је у Румунији у округу Арад у општини Мишка. Oпштина се налази на надморској висини од 92 m.

## Становништво
Према подацима из 2011. године у насељу је живело 1165 становника.